# Thelypodiopsis leptostachya
Thelypodiopsis leptostachya là một loài thực vật có hoa trong họ Cải. Loài này được (Greene ex C.F. Baker) O.E. Schulz miêu tả khoa học đầu tiên năm 1933.